# 日本百名湯
日本百名湯（にほんひゃくめいとう）とは、日本経済新聞にて連載されていた企画の名称、およびそこで選定された温泉の一覧である。
連載期間は2000年4月1日より2002年3月30日まで。日本経済新聞の土曜日版に付属するNIKKEIプラス1に連載されていた。連載の執筆者は松田忠徳である。連載は後に本として出版もされた。

## 温泉一覧
- 北海道：菅野温泉、養老牛温泉、定山渓温泉、登別温泉、洞爺湖温泉、ニセコ温泉郷、朝日温泉
- 青森県：酸ヶ湯温泉、蔦温泉
- 岩手県：花巻南温泉峡、夏油温泉、須川高原温泉
- 宮城県：鳴子温泉郷、遠刈田温泉、峩々温泉
- 秋田県：乳頭温泉郷、後生掛温泉、玉川温泉、秋ノ宮温泉郷
- 山形県：銀山温泉、瀬見温泉、赤倉温泉
- 福島県：東山温泉、飯坂温泉、二岐温泉
- 栃木県：那須温泉郷、塩原温泉郷、鬼怒川温泉、奥鬼怒温泉郷
- 群馬県：草津温泉、伊香保温泉、四万温泉、法師温泉
- 神奈川県：箱根湯本温泉、塔之沢温泉、芦之湯温泉、湯河原温泉
- 新潟県：越後湯沢温泉、松之山温泉
- 富山県：大牧温泉、黒部峡谷温泉郷
- 石川県：山中温泉、山代温泉、粟津温泉
- 山梨県：奈良田温泉、西山温泉
- 長野県：野沢温泉、湯田中温泉、別所温泉、中房温泉、白骨温泉、小谷温泉
- 岐阜県：下呂温泉、福地温泉
- 静岡県：熱海温泉、伊東温泉、修善寺温泉
- 愛知県：湯谷温泉
- 三重県：榊原温泉
- 京都府：木津温泉
- 兵庫県：有馬温泉、城崎温泉、湯村温泉
- 奈良県：十津川温泉
- 和歌山県：南紀白浜温泉、南紀勝浦温泉、湯の峰温泉、龍神温泉
- 岡山県：奥津温泉、湯原温泉郷
- 鳥取県：三朝温泉、岩井温泉、関金温泉
- 島根県：玉造温泉、有福温泉、温泉津温泉
- 山口県：湯田温泉、長門湯本温泉
- 徳島県：祖谷温泉
- 愛媛県：道後温泉
- 福岡県：二日市温泉
- 佐賀県：嬉野温泉、武雄温泉
- 長崎県：雲仙温泉、小浜温泉
- 熊本県：黒川温泉、地獄温泉、垂玉温泉、杖立温泉、日奈久温泉
- 大分県：鉄輪温泉、明礬温泉、由布院温泉、川底温泉、長湯温泉
- 宮崎県：京町温泉
- 鹿児島県：指宿温泉、霧島温泉郷、新川渓谷温泉郷、栗野岳温泉

## 書籍
- 『温泉教授・松田忠徳の日本百名湯』日本経済新聞社（2002年） ISBN 978-4532180713
- 『温泉教授・松田忠徳の新・日本百名湯』（日経ビジネス人文庫）日本経済新聞社（2006年） ISBN 978-4532193621